# Ребикова, Александра Васильевна
Алекса́ндра Васи́льевна Ре́бикова (1896, Санкт-Петербург, Российская империя — 1957, Москва) — русская актриса театра и немого кино, племянница и приемная дочь известного русского композитора Владимира Ребикова.

## Биография

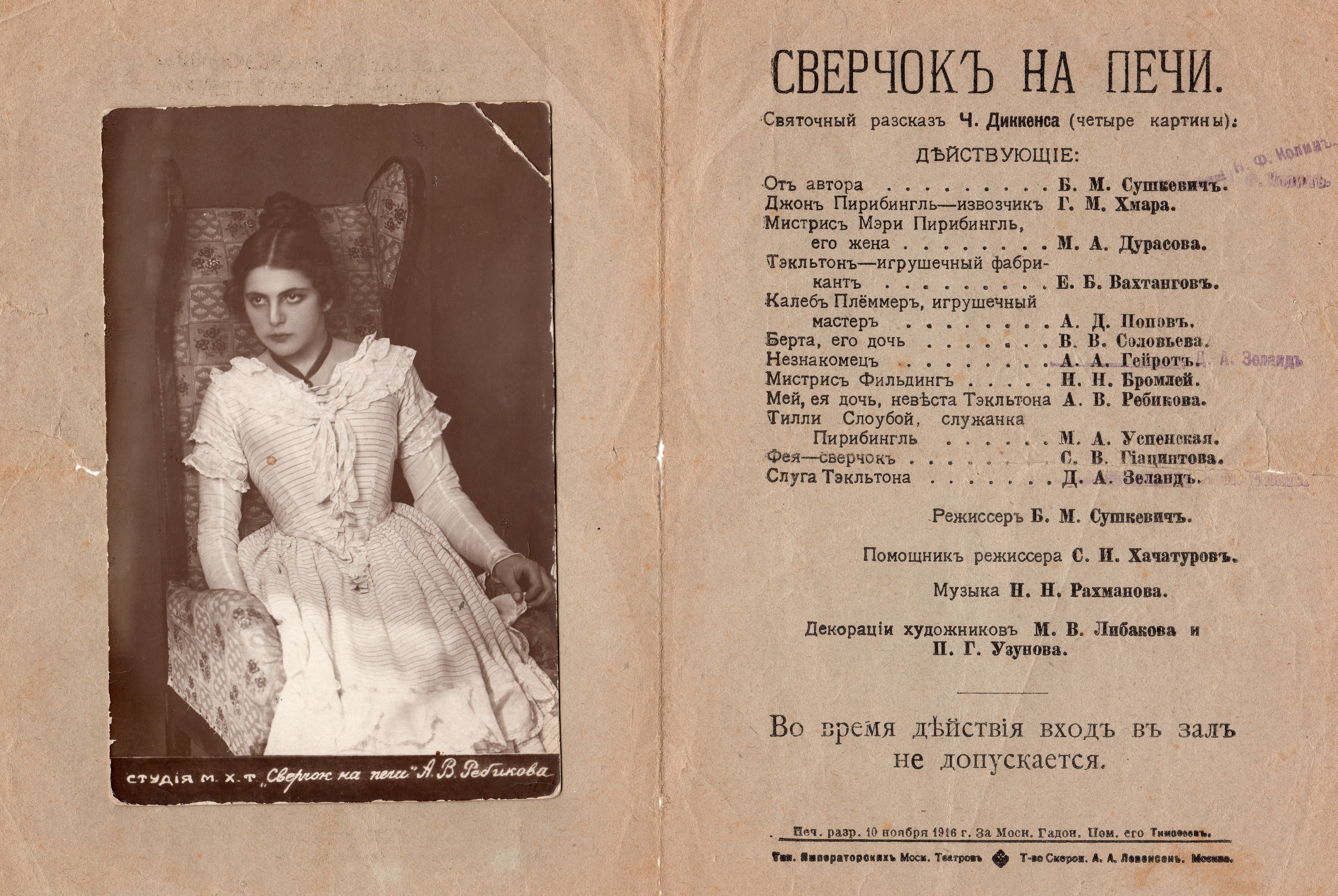
Мей в спектакле «Сверчок на печи»

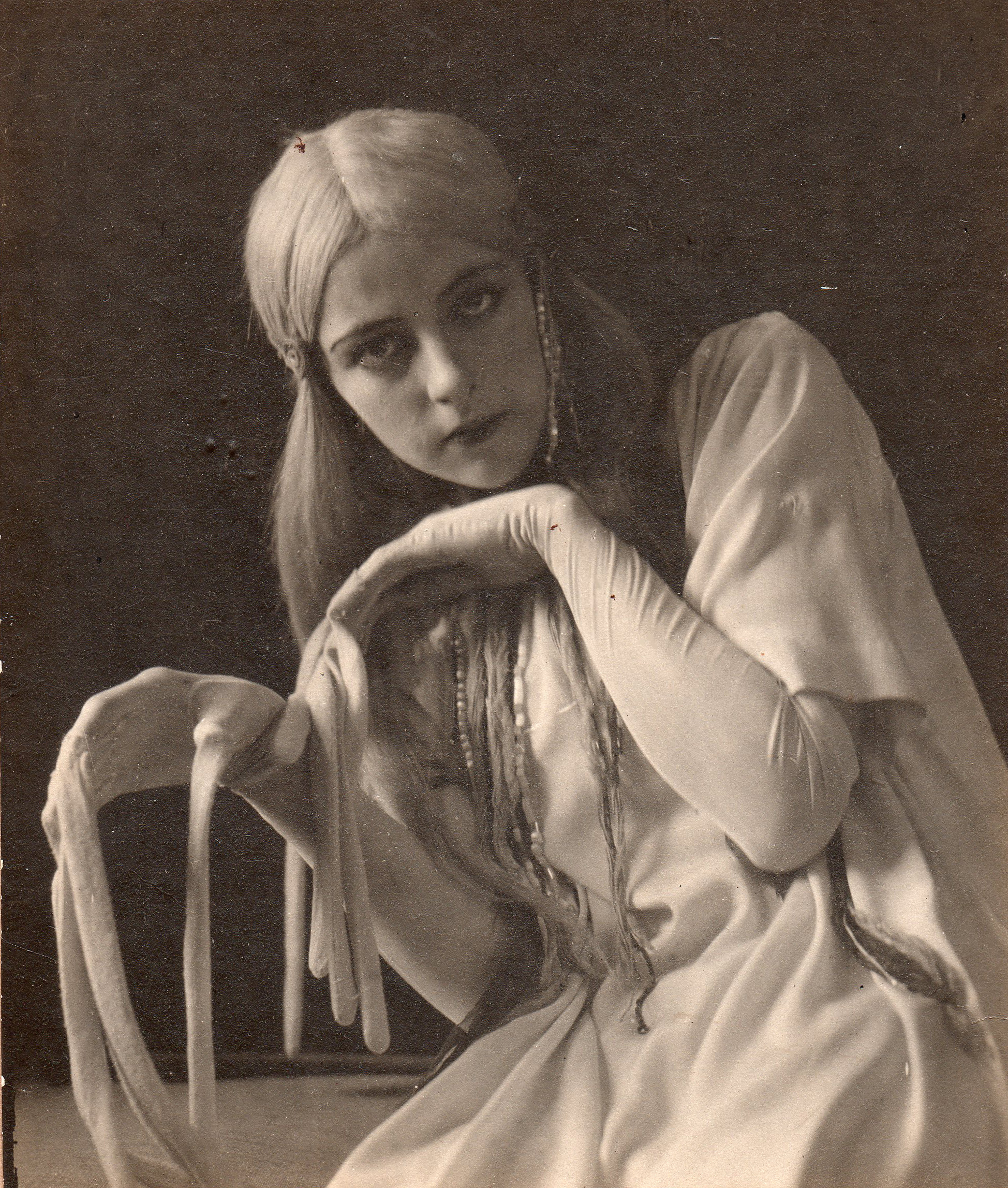
Молоко в спектакле «Синяя птица»

Александра Ребикова родилась в Санкт-Петербурге. Она была дочерью инженера Василия Ребикова. Позже удочерена семьёй его брата, композитора Владимира Ребикова. В 16 лет оставила семью и отправилась в Москву, где поступила ученицей к К. С. Станиславскому в 1-ю студию Московского художественного театра. Среди её педагогов — Иван Москвин и Евгений Вахтангов.
Первой ролью, исполненной Александрой Васильевной на сцене 1-й студии МХТ была Мей Фильдинг, невеста игрушечного фабриканта Тэкльтона (его роль исполнял Евгений Вахтангов) в легендарном спектакле «Сверчок на печи», поставленном Борисом Сушкевичем. На сцене Московского художественного театра она исполнила роль Молока в спектакле К. С. Станиславского «Синяя птица».
В 1915 году Александра Ребикова начала сниматься в фильмах Торгового дома «А. Ханжонков и К°» и очень скоро стала одной из ведущих актрис немого кино. В картинах режиссёра Евгения Бауэра её партнёрами были Амо Бек-Назаров, Андрей Громов и Иван Перестиани.

«Сценарий назывался „Юрий Нагорный“. Между его страниц я с удивлением обнаружил афишку, возвещавшую, что в субботу в кинотеатре „Пегас“ состоится премьера фильма „Юрий Нагорный“ с участием Э. Бауэр, А. Ребиковой, А. Громова и А. Бек-Назарова. Мой разговор с Бауэром происходил в воскресенье. Значит, фильм предстояло снять за шесть дней? Ребиковой досталась роль, предназначавшаяся для Веры Холодной: знаменитая „звезда“ неожиданно заболела „испанкой“ — так в те годы называли грипп. Я, признаться, не был огорчен этой заменой. Перспектива в первом же фильме у Ханжонкова стать партнером „королевы экрана“ пугала меня. А. Ребикова была молодой, но весьма многообещающей актрисой».— Амо Бек-Назаров
С 1917 года Александра Васильевна одновременно снимается и в фильмах Киноателье АО «Нептун», где встречает талантливого актёра Олега Фрелиха, ставшего её любимым партнёром во многих фильмах: «Аня Краева», «Жена прокурора», «Глиняный бог», «Атаман Хмель». Заглавная роль в фильме «Барышня и хулиган» принесла Александре Ребиковой встречу с Владимиром Маяковским, с которым они также снялись в картине «Закованная фильмой», а дружбу и тёплые отношения сохранили до конца жизни поэта.
В 1940 году она вспоминала о периоде работы над картиной «Закованная фильмой»:

«Вовлечённая Маяковским, как и большинство работавших в нашем павильоне, в „игру в кино“, я сама захотела участвовать в этой постановке. И несмотря на своё положение актрисы на первых ролях, я охотно взялась исполнять в этом фильме эпизодическую роль цыганки. Мне было занятно и весело находиться в этой новой, созданной поэтом творчески-игровой атмосфере. Помню, что в массовых сценах, например в эпизоде, изображавшем артистический кабачок, участвовали приятели Маяковского — футуристы. Больше всех запомнился Давид Бурлюк; с ним Владимир Владимирович познакомил отдельно, и меня смешило, что этого большого дядю Маяковский нежно представлял и называл „мой Бурлючок“. Совместная работа в Самарском переулке сблизила многих киноработников с Маяковским. Мы ходили на просмотры фильмов, ездили обедать к Антикам, посещали кафе „Питтореск“ на Кузнецком Мосту, где Маяковский иногда читал по вечерам с эстрады свои стихи. Однажды Владимир Владимирович подарил мне свою поэму „Облако в штанах“. Мы ехали, кажется, на извозчичьих дрожках, и я сказала ему, что в поэме много непонятных мне мест. Раскрыв книгу, я прочитала некоторые из них и рассмеялась. — Вы ничего не понимаете, — угрюмо усмехнувшись, сказал Маяковский. — Я величайший поэт современности, когда-нибудь вы это поймете. И, выхватив из моих рук книгу, разорвал её в клочья и разбросал по Кузнецкому Мосту».
В 1918 году Александра Ребикова сыграла в фильме «Симфония горя», ставшем одной из последних работ в России выдающегося актёра Григория Хмары. А в 1919 году она окончательно оставила сцену.

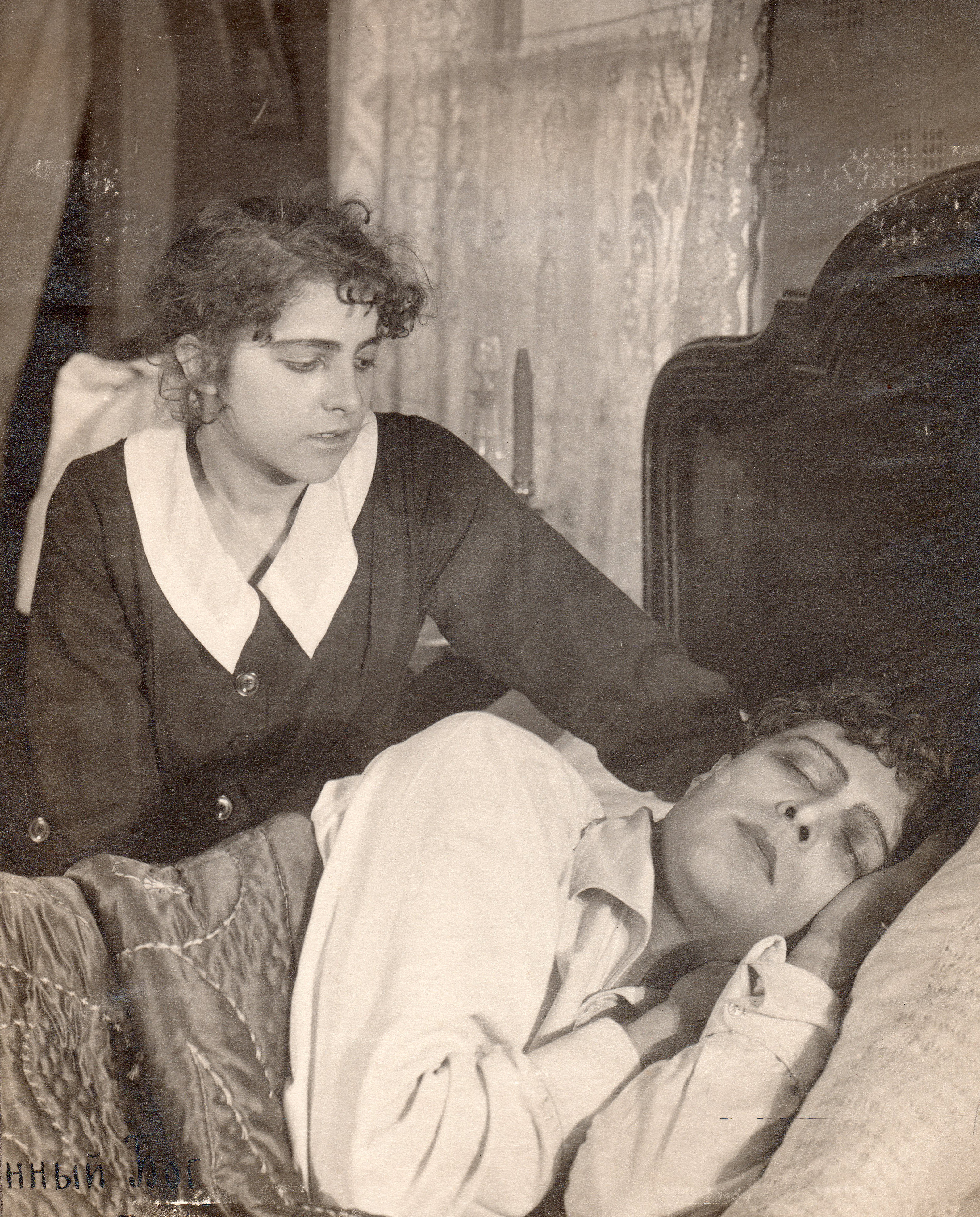
С Олегом Фрелихом в фильме «Глиняный бог»

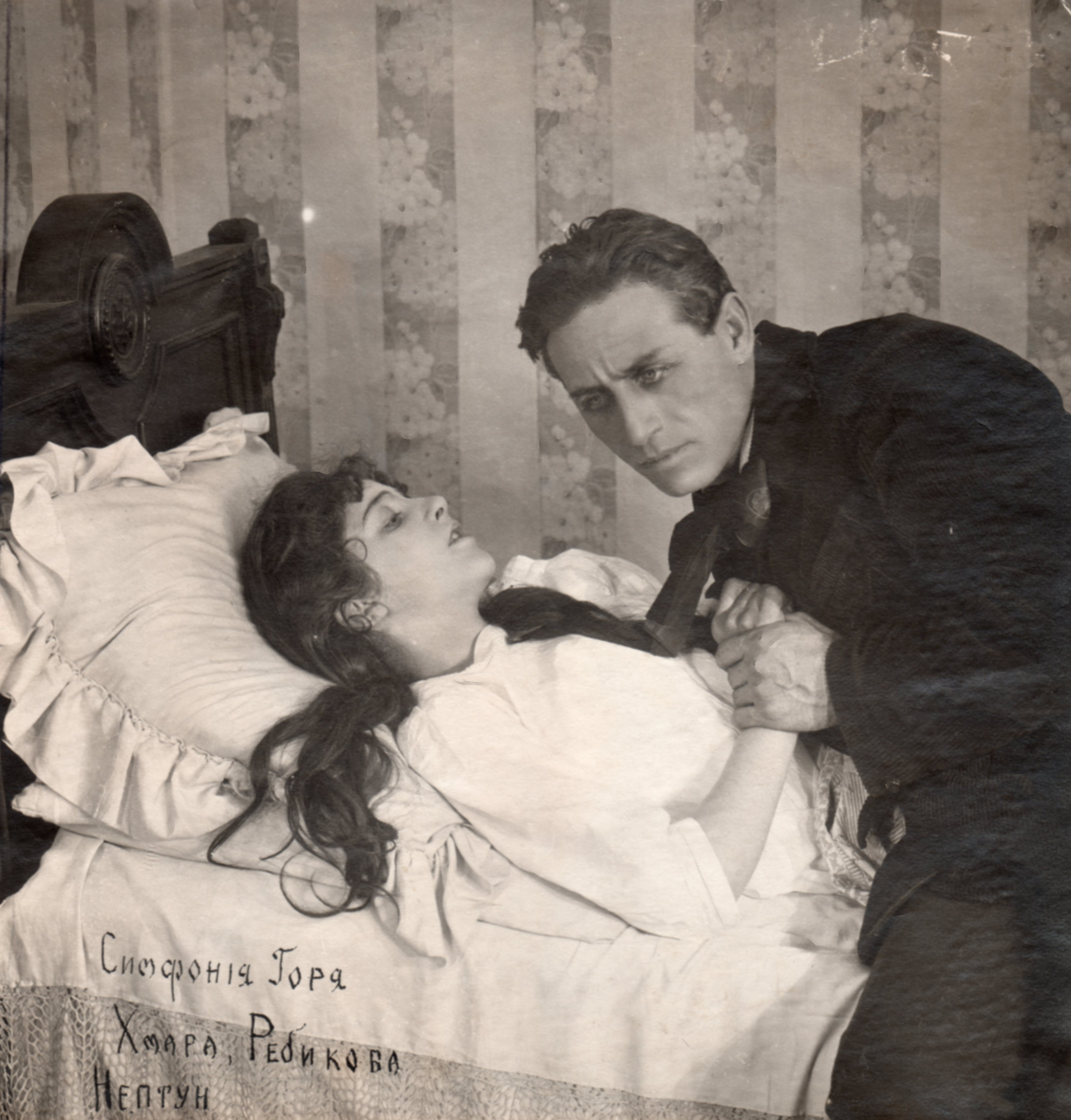
С Григорием Хмарой в фильме «Симфония горя»

Карьера Александры Васильевны Ребиковой окончилась трагически — Базедова болезнь изуродовала черты её лица и актриса в достаточно молодом возрасте стала затворницей, закрывшись в своей московской квартире. Она отказалась от общения с коллегами и поклонниками, не принимала журналистов. Исключение делалось лишь для самых близких друзей — Александра Вишневского, Василия Качалова, Софьи Гиацинтовой и Ольги Пыжовой.
В 1957 году Александра Ребикова свела счёты с жизнью, приняв большую дозу люминала. Прах захоронен в колумбарии на Донском кладбище.

### Семья
- Первый муж — Борис Александрович Малинин, инженер и тренер по гребле.
- Дочь — Ирина Борисовна Малинина (род. 1916, Москва), крёстной матерью которой стала известная актриса Ольга Пыжова. Училась в Школе Айседоры Дункан, Московском хореографическом училище и «Студии танца Людмилы Алексеевой». Затем долгие годы преподавала «гармоническую гимнастику» по системе Людмилы Алексеевой в Доме Учёных в Москве.
- Второй муж — Борис Васильевич Былинкин (1892 — 1960), дворянин, один из первых русских лётчиков. С ним она прожила до конца своей жизни.

## Фильмография
1. 1915 — Юрий Нагорный
2. 1916 — Дикая сила
3. 1916 — Ямщик, не гони лошадей
4. 1917 — Аня Краева
5. 1917 — Жена прокурора
6. 1917 — Ложь
7. 1917 — То, что дороже жизни
8. 1918 — Барышня и хулиган
9. 1918 — Глиняный бог
10. 1918 — Закованная фильмой
11. 1918 — Катастрофа власти
12. 1918 — Симфония горя
13. 1922 — В вихре революции
14. 1923 — Атаман Хмель
15. 1923 — Помещик
16. 1923 — Семья Грибушиных
17. 1924 — Слесарь и канцлер